# Charmin' Children
Charmin' Children was een Nederlandse band die bestond van 1989 tot 1996. De band kwam uit het Zeeuwse Hulst en bestond uit J.B. Meijers (gitarist) , Evelyn Lambert (gitarist), Rob 'Ropp' Parren (bassist), John Lamens (zanger) en Theo de Krijger (drummer). De band bracht muziek in de Manchestersound, een subgenre uit de indie.
Charmin' Children speelde op festivals als Ein Abend In Wien in Rotterdam (1991), Zomerpop in Opmeer (1992) en Noorderslag in Groningen (1992). Verder was de band openingsact van The Charlatans en andere grote Britse bands. In 1992 verscheen hun debuutalbum. Nadat Lamens de band verliet, viel de band uit elkaar.
Lamens overleed op 16 september 2006 na een val.

## Discografie
Album
- 1992: (0) 1140

EP
- 1991: Uck

Singles
- 1991: Chew it, single en maxi-cd
- 1992: Out, maxi-cd

1. ↑  Muziekencyclopedie - Charmin' Children. www.muziekencyclopedie.nl. Gearchiveerd op 31 oktober 2021. Geraadpleegd op 31 oktober 2021.